# Pont monumental (Gênes)
Le Pont monumental (en italien, Ponte monumentale) est un pont routier urbain qui traverse la Via XX Settembre et relie les quartiers de Carignano et San Vincenzo à Gênes.
En raison de ses caractéristiques architecturales et de son urbanisme central, il est devenu l'un des symboles de la ville, et pour cela est soumis aux contraintes de la Surintendance pour le patrimoine archéologique de la Ligurie,.

## Histoire

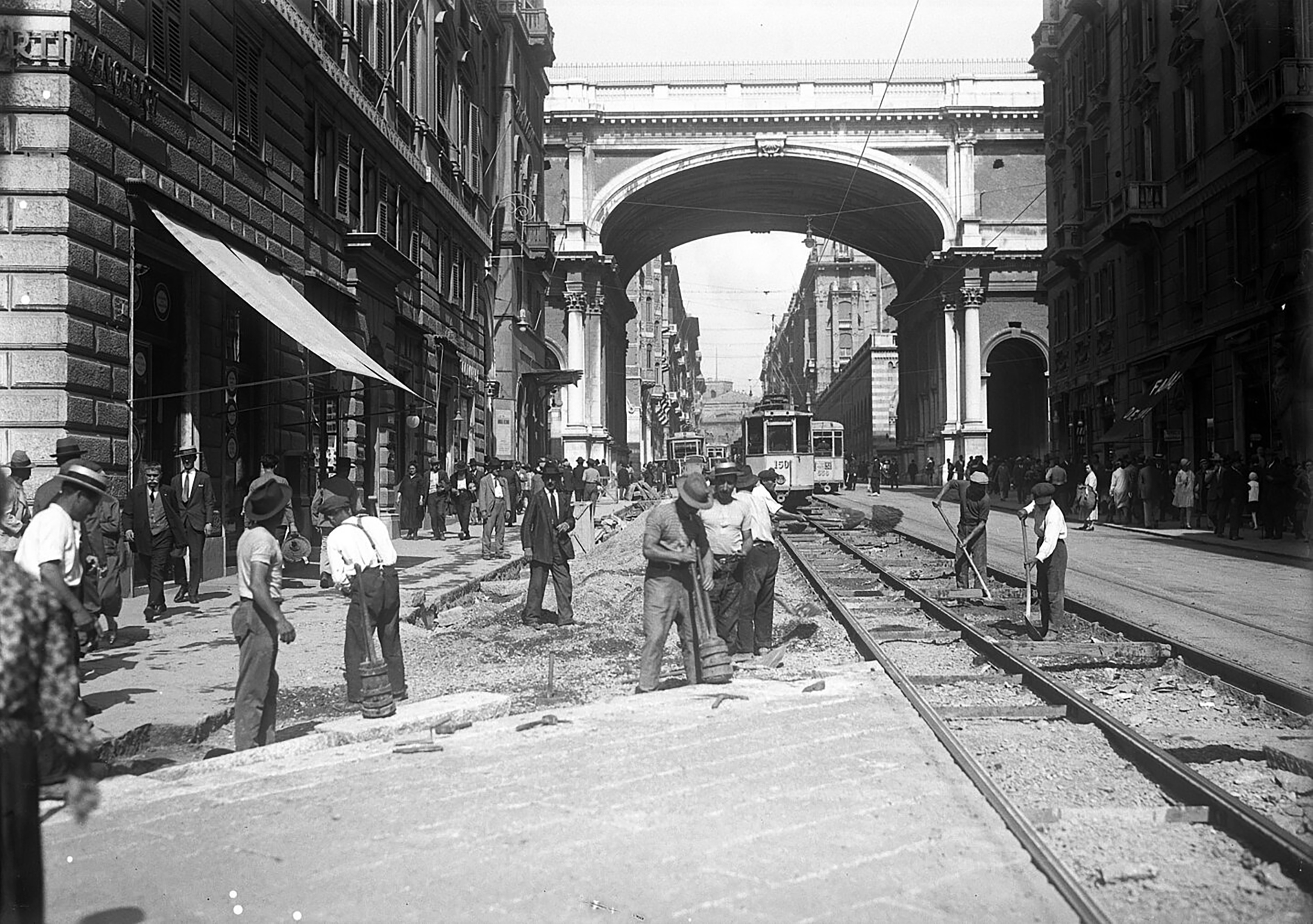
Une image du pont dans les années 1920.

Le pont a été conçu entre 1890 et 1893 par l'ingénieur et architecte génois Cesare Gamba, et construit en 1895, prenant la place de la Porta d'Archi (ou Porta Santo Stefano), l'une des portes d'accès des murs de Gênes, conçue par l'architecte tessinois Taddeo Carlone au XVIe siècle. Cette partie des remparts de la ville du XVIe siècle - les Nouveaux Murs - a été démolie lors de l'expansion urbaine et économique rapide de la ville à la fin du XIXe siècle. Le parement de la porte précédente a été démonté et remonté Via Banderali le 10 juin 1896.
Depuis, le Pont monumental surmonte la Via XX Settembre, l'une des rues les plus centrales et importantes du centre de Gênes, créée à la même époque.
Gamba a conçu une seule grande arche en briques inspirée de celles des ponts ferroviaires, avec un revêtement monumental en marbre avec des colonnes et des sculptures. Les décorations ont été achevées en 1930. L'ouvrage a été critiqué à l'époque de sa construction, car il était considéré comme trop fragile pour supporter le trafic qui l'aurait traversé.
En 1949, les noms de ceux qui sont tombés pour la liberté pendant la Résistance ont été rapportés dans les niches des deux arcs latéraux, sur une autre plaque a été gravé l'acte de reddition des troupes allemandes du général Günther Meinhold au CLN ligure, signé le 25 avril 1945 à Villa Migone, et sur une autre l'attribution de la Médaille d'or de la valeur militaire à la ville de Gênes, conférée en 1947.
Fin 2022, le premier projet de restauration du pont depuis sa construction a été présenté puis approuvé, grâce à un financement de 3,3 millions d'euros obtenu dans le cadre du Plan national de relance et de résilience, travaux devant être achevés d'ici novembre 2025,.

## Description

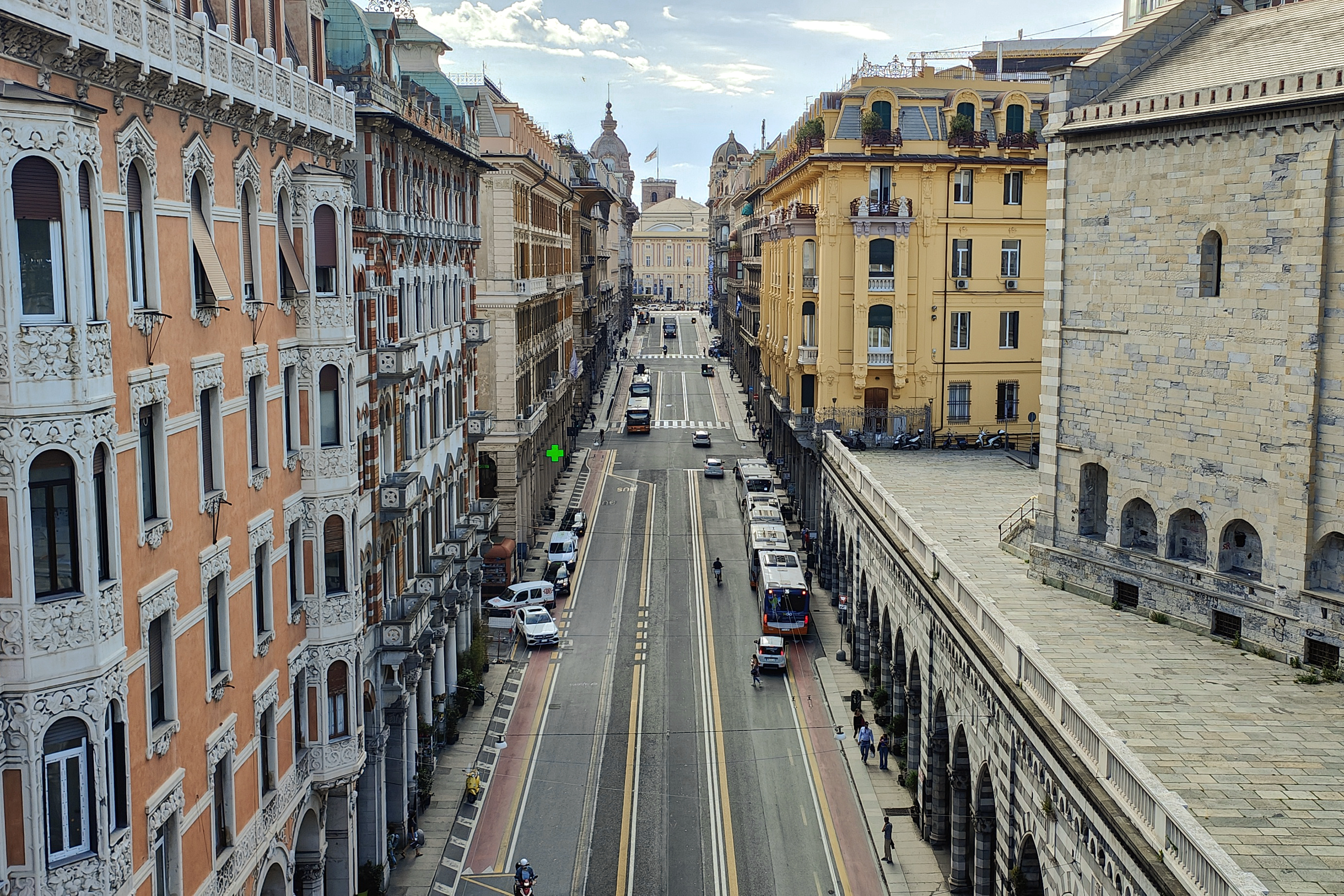
La vue depuis le pont vers l'ouest, vers la Piazza De Ferrari.

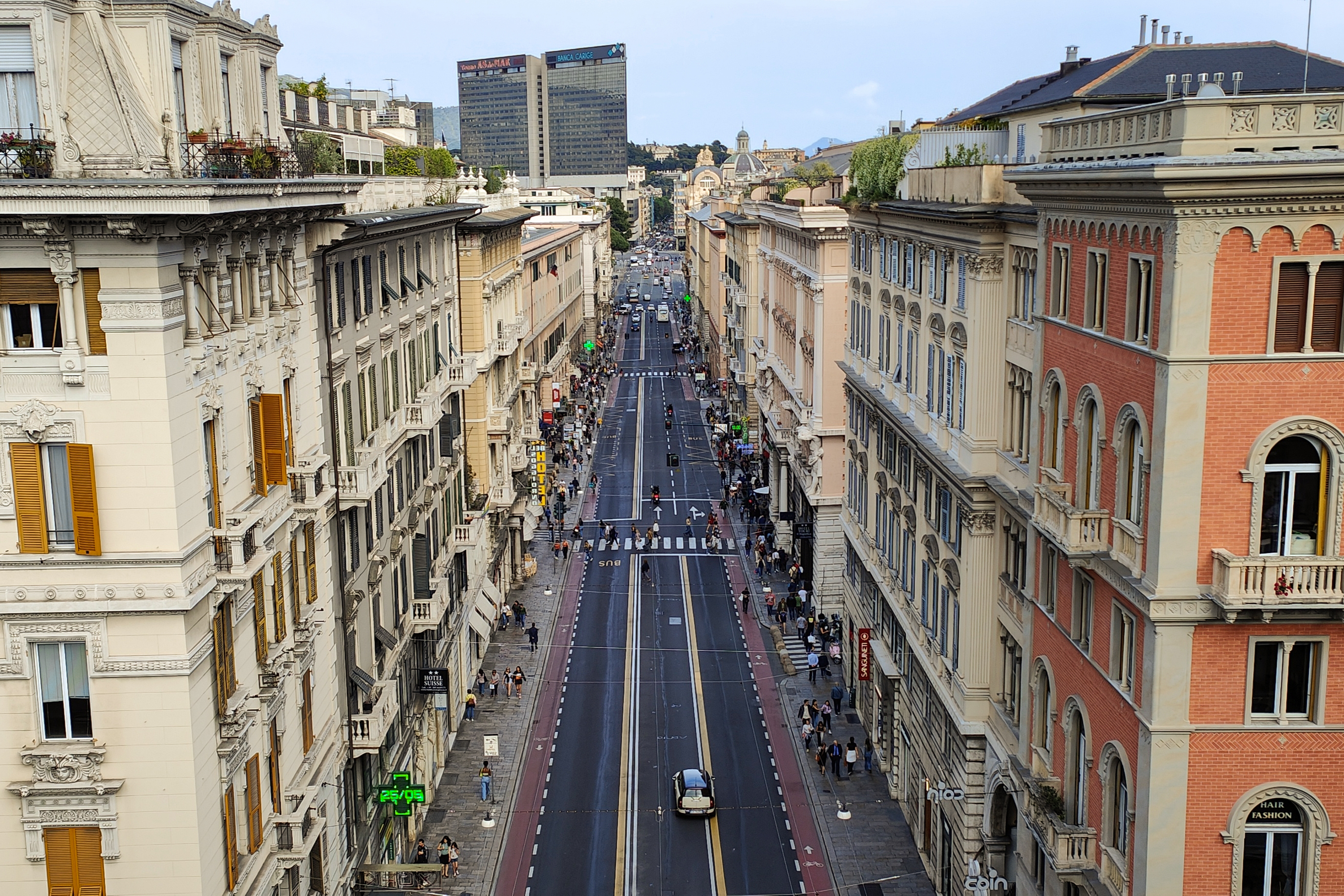
La vue depuis le pont vers l'est, vers la place de la Victoire.

Le pont passe à côté de l'ancienne église Santo Stefano, est composé de trois arches et a une hauteur de 21 mètres, ce qui crée un point panoramique efficace sur l'artère en dessous, relié par des marches et un ascenseur au Corso Andrea Podestà, il est également un passerelle.
De l'intérieur du pont, on peut accéder à la « Gênes souterraine » à travers des visites guidées, dans des grottes, des tunnels et des passages dans le sous-sol de la capitale ligure.